# Гуџрат
Гуџрат (урд. گجرات) је град у Пакистану у покрајини Панџаб. Према процени из 2006. у граду је живело 308.680 становника.

## Становништво
Према процени, у граду је 2006. живело 308.680 становника.
| 1981.   | 1998.   | 2006.   |
| ------- | ------- | ------- |
| 155.058 | 250.121 | 308.680 |